# شهد بودبس
شهد جاسم عبد الله علي بودبس (من مواليد 24 أغسطس 1994) هي لاعبة كرة قدم إماراتية تلعب كلاعبة خط وسط.

## الأهداف الدولية
| #  | تاريخ        | مكان                           | الخصم   | نتيجة | حصيلة | المسابقة                     |
| -- | ------------ | ------------------------------ | ------- | ----- | ----- | ---------------------------- |
| 1. | 7 أبريل 2017 | ملعب بامير، دوشانبي، طاجيكستان | البحرين | 1 –0  | 1-1   | تصفيات كأس آسيا للسيدات 2018 |